# Relations entre la Pologne et la Slovaquie
Les relations entre la Pologne et la Slovaquie ont été établies en 1993. Les deux pays ont 529 km de frontière commune ; il y avait 1 710 Slovaques habitant en Pologne selon le recensement polonais de 2002 (principalement dans les régions frontalière d'Orava et de Spiš, ainsi qu'à Cracovie et en Silésie) bien que d'autres estimations donnent des nombres plus élevés (jusqu'à 25 000), et environ 10 000 Polonais en Slovaquie.
La Slovaquie a une ambassade et un centre culturel à Varsovie et un consulat général à Cracovie, la Pologne une ambassade et un centre culturel à Bratislava.
Les deux pays font partie de l'OTAN, de l'UE et du V4.